# 藤原秀樹 (応用化学者)
藤原 秀樹（ふじわら ひでき、1941年2月6日 - ）は、日本の化学者。大阪工業大学名誉教授・桜花会元幹事。工学博士（大阪市立大学）。元近畿化学協会ビニル部会会長・化学技術アドバイザー。高分子学会1995幹事。元日本化学会代議員。
専門は、高分子化学・有機合成化学（特にブロック共重合、ポリマー、超音波化学）。

## 略歴
1963年大阪工業大学工学部応用化学科卒業（応用化学科第2期生）。同大学工学部応用化学科助手となり、応用化学教室を担当。1970年同学科講師、クラークソン工科大学（現：クラークソン大学）に留学（1年間）。1977年大阪市立大学（現：大阪公立大学）大学院にて工学博士の学位を取得。 1978年大阪工業大学工学部応用化学科助教授。1984年同学科教授。2004年同大学紀要委員会委員。2005年大阪工業大学名誉教授。
大阪工業大学応用化学科にて、40年以上の長きに渡り教鞭を執り、同学科同窓会である桜花会幹事も務めた。
主な所属学会は、日本化学会、高分子学会、近畿化学協会。主な著書は、ポリ塩化ビニル - その基礎と応用（共著、日刊工業新聞社1988、学術書）、技術者による実践的工学倫理 第4版（共著、化学同人2019、学術書）、環境倫理入門（共著、化学同人2012、学術書）。

## 主な研究
- 超音波照射によるポリマーのメカノケミカル反応[5]
- 超音波化学反応装置の試作と応用[6] - 大阪大学産業科学研究所・滋賀医科大学との共同研究
- ソノケミストリー（超音波化学）の高分子への応用
- ポリフマル酸ジイソプロピル(PDiPF)と他のポリマーとのブレンド化と性質 - 日本油脂（現：日油）との共同研究
- 高速かきまぜによるPVAcの分裂とビニルモノマーの重合